# Euploea diana
Euploea diana är en fjärilsart som beskrevs av Butler 1866. Euploea diana ingår i släktet Euploea och familjen praktfjärilar. Inga underarter finns listade i Catalogue of Life.